# Loi de succession du chef de l'État
La loi de succession du chef de l'État (espagnol : Ley de Sucesión en la Jefatura del Estado) de 1947 est l'une des huit lois fondamentales du franquisme. Elle traite de la question de la succession de Franco. Elle dispose qu'il proposerait lui-même son successeur mais que ce choix devrait être approuvé par les Cortes espagnoles.

## Contenu de la loi
Le contenu de cette loi était :
- Article 1 : l'Espagne devenait un royaume
- Article 2 : le chef de l'État était le Caudillo de España y de la Cruzada, Generalísimo de los Ejércitos, don Francisco Franco Bahamonde (caudillo d'Espagne et de la Croisade, généralissime des armées, don Francisco Franco Bahamonde)
- Article 6 : à tout moment, le chef de l'État (Franco) pouvait proposer aux Cortes la personne qui devait être appelée à lui succéder le moment venu, avec le titre de roi ou de régent.

## Antécédents politiques
L'infant Juan de Borbón, autoproclamé comte de Barcelone en 1941, troisième fils du roi déchu Alphonse XIII, que ce dernier s'était choisi comme héritier en exil, deux ans après la chute de la monarchie, publie en Suisse le 19 mars 1945 le Manifeste de Lausanne. Il y critique durement la dictature franquiste et offre au peuple espagnol la possibilité d'une monarchie dont les détails sont mal définis. De fait, il présente la monarchie constitutionnelle comme une alternative modérée au régime, rejette le régime franquiste inspiré des systèmes totalitaires allemand et italien qui avaient échoué. Il promet, en cas de retour à la monarchie, l'approbation d'une nouvelle constitution, la reconnaissance des droits de l'homme, la garantie des libertés publiques, la mise en place d'une assemblée législative démocratique, la reconnaissance de la diversité régionale, l'amnistie des prisonniers politiques et une distribution plus juste des richesses.
C'est pour cette raison que Franco hésite à désigner l'infant Juan comme possible successeur.

## La décision préalable
Le 31 mars 1947, le ministre Luis Carrero Blanco, émissaire de Francisco Franco et rédacteur de la Loi de succession, informe Juan de Borbón qu'avec l'approbation de la Loi de succession, ce serait Franco qui désignerait le monarque du royaume « quand cela lui semblerait approprié. » De plus, il indique à Juan de Bourbon (qui est encore à ce moment-là le seul prétendant alphonsiste au trône, car son frère aîné Jaime n'a pas encore revendiqué ses droits d'héritier légitime) qu'il pourrait « être roi d'Espagne, mais de l'Espagne du Mouvement national, catholique, anticommuniste et antilibérale. »

## Le manifeste d'Estoril
Le 7 avril 1947, Juan de Borbón, qui est le père de Juan Carlos Ier et l'un des prétendants à la couronne d'Espagne (avec Xavier de Bourbon-Parme et Charles-Pie de Habsbourg-Toscane), rend public un manifeste dans lequel il dénonce le caractère selon lui « illégal » de la loi de succession puisque celle-ci entend altérer la nature de la monarchie sans consulter ceux qui se considèrent comme les héritiers du trône.

« Premier Manifeste d'Estoril de Don Juan, 7 avril 1947
Espagnols,
Le général Franco a annoncé publiquement son intention de présenter devant ce qu'on appelle les Cortes un projet de loi de succession du chef de l'État, en vertu duquel l'Espagne demeure un royaume et qui prévoit un système qui va complètement à l'encontre des lois qui ont historiquement réglé la succession de la Couronne.
En ces instants tant critiques pour la stabilité politique de la Patrie, je ne peux pas, étant le représentant légitime de votre monarchie, ne pas m'adresser à vous pour vous indiquer mon attitude face à un projet aussi grave.
Les principes qui régissent la succession de la Couronne, qui sont parmi les éléments à la base de la légalité sur laquelle s'appuie la monarchie traditionnelle ne peuvent pas être modifiés sans l'action conjointe du roi et de la Nation légitimement représentée aux Cortes. Ce qu'on essaye de faire actuellement ne s'appuie sur aucun de ces deux éléments essentiels puisque ni le titulaire de la Couronne n'intervient et qu'on ne peut pas dire que l'organisme qui porte le nom de Cortes incarne la volonté de la Nation puisqu'il s'agit seulement d'une création gouvernementale. La Loi de Succession qui naîtrait dans de telles conditions serait frappée d'un substantiel vice de nullité.
La question de fond que ledit projet soulève est tout aussi grave, si ce n'est plus. Sans prendre en compte le besoin urgent qu'a l'Espagne d'avoir des institutions stables, sans vouloir constater que ce que veut le pays est sortir le plus vite possible d'une situation intérim chaque jour plus dangereuse, sans comprendre que l'hostilité dont la Patrie est entourée est en grande partie due à la présence du Général Franco à la tête de l'État, ce qu'on veut faire actuellement est purement et simplement transformer cette dictature personnelle en dictature à vie, ratifier certains titres qui semblaient jusqu'à présent précaires et profiter sous couvert de la glorieuse appellation de Monarchie d'un régime du pur arbitraire gouvernemental qui n'est depuis longtemps déjà plus nécessaire.
Demain l'Histoire et aujourd'hui les Espagnols ne me pardonneraient pas si je restais silencieux face à l'attaque qu'on tente de perpétrer contre l'essence même de l'Institution de la Monarchie héréditaire, qui est, selon les mots de Balmes, une des plus grandes et des plus heureuses conquêtes des sciences politiques.
La Monarchie héréditaire est, de par nature, un des éléments de base de la stabilité grâce à la permanence institutionnelle qui triomphe de la disparition des personnes et, grâce à la fixité et à la clarté des principes de succession qui éliminent les motifs de discorde et rendent possible la confrontation des appétits et des clans.
Tous ces avantages suprêmes disparaissent dans le projet de loi de succession qui transforme la fixité en imprécision, ouvre la porte à toutes les luttes intestines et qui fait abstraction de la continuité héréditaire pour en revenir, dans un lamentable esprit de régression, à une de ces formules imparfaites de caudillisme électoral, dans lequel les peuples se sont tragiquement débattus à l'aube de leur vie politique.
L'instant est trop grave pour que l'Espagne ajoute une nouvelle fiction constitutionnelle à celles qui font aujourd'hui partie des dispositions qu'on veut faire passer pour des lois organiques de la Nation et qui de plus n'ont jamais été appliquées en pratique.
Face à cette tentative, j'ai le devoir absolu d'affirmer publiquement et solennellement le principe suprême de légitimité que j'incarne, des droits imprescriptibles de souveraineté que la Providence de Dieu a voulu attribuer à ma personne et que je ne peux pas en conscience puisqu'ils sont issus de nombreux siècles d'Histoire et sont directement liés au présent et à l'avenir de notre Espagne.
Pour la même raison que celle pour laquelle j'ai l'espoir suprême d'être le Roi de tous les Espagnols qui souhaitent agir de bonne foi pour obéir à un État de Droit inspiré des principes essentiels de la vie de la Nation et qui oblige aussi bien les gouvernants que les gouvernés, j'ai été et suis disposé à faciliter tout ce qui permettrait d'assurer la transmission normale et inconditionnelle des pouvoirs. On ne peut pas me demander de donner mon assentiment à des actes qui supposeraient le non-accomplissement du devoir sacré de gardien des droits qui ne sont pas seulement ceux de la couronne mais qui font partie du patrimoine spirituel de la Patrie.
Avec une foi aveugle dans la grande destinée de notre Espagne chérie, sachez que vous pourrez toujours compter sur votre roi.
JUAN
Estoril, 7 avril 1947 »

## Référendum
Le 6 juillet 1947 a lieu un « référendum » sur la loi au cours duquel, selon des résultats officiels, ont voté 89 % des électeurs dont 93 % en faveur du « oui », 4,7 % en faveur du « non » et 2,3 % de votes blancs ou nuls.

## La décision définitive
À partir du 26 juillet 1947, en vertu de la Loi de succession, Franco jouera de facto le rôle de monarque du royaume d'Espagne récemment proclamé dans la mesure où le trône était vacant.
Le 25 août 1948, Franco rencontre les infants Jaime de Borbón, duc de Ségovie, et Juan de Borbón, comte de Barcelone, sur son yacht de vacances, El Azor, dans le golfe de Gascogne. C'est là-bas que Franco et l'infant Juan se sont entendus pour que le fils de dix ans de ce dernier, Juan Carlos, né et résidant à Rome, change de lieu de résidence afin de terminer son éducation en Espagne avec son frère cadet Alfonso de Borbón avec la promesse que « le journal monarchiste ABC pourrait informer librement et que les restrictions sur les activités des monarques seraient levées ».
Le 9 novembre 1948, Juan Carlos est reçu par Franco dans sa résidence du Pardo, où il l'informe que son éducation sera confiée à un groupe de professeurs complètement loyaux au Mouvement national.
Comme le révèlent les documents déclassifiés par le département d'État des États-Unis, en raison d'un incident qui s'est produit le 24 décembre 1961 lors d'une partie de chasse dans les bois du Pardo (où résidait alors le Généralissime), Franco commence à envisager le choix de son successeur. Un rapport de la Cour de Grèce à l'ambassadeur des États-Unis en Grèce indique : « En raison d'un incident de chasse », on nous informe qu'il « est prévu de présenter la question de la succession royale devant les Cortes en février. On ignore si c'est le comte de Barcelone ou son fils Juan Carlos qui sera recommandé », selon ce qu'a indiqué l'ambassadeur d'Espagne, Luca de Tena.
Le 21 juillet 1969, Franco désigne Juan Carlos de Borbón comme son successeur à la tête de l'État (en se fondant sur la loi de succession qui dispose que c'est lui qui désignerait son successeur, puisque selon l'ordre naturel de succession c'est Jaime de Borbón, le fils aîné du dernier roi, qui aurait été désigné), avec le titre de prince d'Espagne. Juan Carlos est ainsi proclamé successeur de Franco par les Cortes le 22 juillet 1969 lorsqu'il jure « fidélité aux principes du Mouvement national et aux autres Lois fondamentales du Royaume ». Le prince Alfonso de Borbón (fils aîné de l'infant Jaime, duc de Ségovie) et son cousin (oncle à la mode de Bretagne) l'infant Louis-Alphonse (es) signent solennellement un acte d’acceptation de la désignation de leur cousin Juan Carlos comme futur roi d’Espagne (le prince Gonzalo de Borbón, fils cadet du duc de Ségovie, fait acte de présence à la cérémonie, pour marquer son approbation). L'infant Jaime se range lui aussi à l'avis de ses fils, et accepte la décision de Franco.

## Conséquences
Pendant la dictature, le prince d'Espagne a occupé brièvement (du 19 juillet au 2 septembre 1974) le poste de chef de l'État en raison de la santé fragile du dictateur due à la maladie de Parkinson qui avait empiré à la suite de la contrariété qu'avait provoqué l'assassinat du vice-président Carrero Blanco par ETA le 20 décembre 1973.
Finalement, Franco meurt le 20 novembre 1975 ; Juan Carlos est proclamé chef de l'État et intronisé roi d'Espagne le 22 novembre 1975 au Congrès des députés, devenant ainsi Juan Carlos Ier, en dépit des prétentions alphonsistes de son père et des prétentions des carlistes.
Ce n'est que le 14 mai 1977 que Juan de Borbón renonce à toutes ses prétentions dynastiques en faveur de son fils. Il est alors officiellement titré comte de Barcelone.

## Sources
- (es) Cet article est partiellement ou en totalité issu de l’article de Wikipédia en espagnol intitulé « Ley de Sucesión en la Jefatura del Estado » (voir la liste des auteurs).